# Jean-Marie Berthelier
Jean Marie Berthelier, né en 1834 à La Croix-Rousse et mort le 12 mai 1881 à Paris, est un peintre français.

## Biographie
Jean Marie Berthelier est le fils d'Henry Berthelier et de Christine Boissonet.
Il épouse le 21 septembre 1858 Marie Amélie Pinard.
Il meurt à son domicile parisien de la Rue Notre-Dame-de-Nazareth à l'âge de 46 ans. Il est inhumé le 14 mai 1881 au cimetière du Père-Lachaise